# Геринг (город)
Геринг (нем. Gering) — община в Германии, в земле Рейнланд-Пфальц.
Входит в состав района Майен-Кобленц. Подчиняется управлению Майфельд. Население составляет 406 человек (на 31 декабря 2010 года). Занимает площадь 2,94 км².